# ایران در المپیک زمستانی ۱۹۹۸
ایران در بازی‌های المپیک زمستانی ۱۹۹۸ پس از ۲۲ سال غیبت در این دوره که در ناگانو ژاپن برگزار می‌شد تنها با یک ورزشکار شرکت نمود.

## رشته‌ها و تعداد شرکت‌کنندگان
| رشته        | مردان | زنان | مجموع |
| ----------- | ----- | ---- | ----- |
| اسکی آلپاین | ۱     | ۰    | ۱     |
| مجموع       | ۱     | ۰    | ۱     |

## نتایج با رویداد

### اسکی

#### آلپاین
مردان
| ورزشکار   | رویداد      | دور ۱   | دور ۲   | مجموع   | رتبه |
| --------- | ----------- | ------- | ------- | ------- | ---- |
| حسن شمشکی | مارپیچ کوچک | ۱:۱۳.۵۹ | ۱:۱۳.۴۰ | ۲:۲۶.۹۹ | ۳۰   |